# Dissoptera clarkei
Dissoptera clarkei är en tvåvingeart som beskrevs av Tokuichi Shiraki 1963. Dissoptera clarkei ingår i släktet Dissoptera och familjen blomflugor. Inga underarter finns listade i Catalogue of Life.